# Adham Ahmed Saleh
Adham Ahmed Saleh Ibrahim Kahk (arab. أدهم أحمد صالح إبراهيم كحك; ur. 27 czerwca 1993) – egipski zapaśnik walczący w stylu klasycznym. Olimpijczyk z Rio de Janeiro 2016, gdzie zajął siedemnaste miejsce w kategorii 66 kg.
Mistrz Afryki juniorów w 2012 roku.